# Sparviero
«Спарвіеро» (фр. Sparviero — «Яструб») — італійський авіаносець часів Другої світової війни

## Історія створення
Авіаносець «Спарвіеро» був збудований у 1927 році як лайнер «Аугустус» (італ. Augustus) на верфі «Gio. Ansaldo & C.» у Генуї.
Проект перебудови лайнера в авіаносець був розроблений у 1936 році, але залишився нереалізованим. Але після нападу на Таранто 11-12 листопада 1940 року було вирішено екстрено поповнити італійський військово-морський флот авіаносцями.
До перебудови корабля приступили у 1942 році. Спочатку передбачалась капітальна реконструкція, подібна до «Аквіли», але згодом було вирішено зупинитись на довоєнному варіанті.
Корабель спочатку перейменували у «Фалько» (італ. Falco, Сокіл), а потім у «Спарвіеро».

## Конструкція
Корпус корабля, який мав досить архаїчну конструкцію, та силову установку залишили без змін. Для збільшення остійності та підсилення протиторпедного захисту корпус обладнали булями, які розділялись поздовжніми перебірками на 4 секції. За деякими даними, одна із секцій була залита бетоном. Оскільки силова установка залишилась без змін, то внаслідок встановлення булів швидкість корабля зменшилась з 22 до 18 вузлів.
Ангар авіаносця був одноярусним. Польотна палуба мала розміри 150×25 м. Літаки подавались на неї за допомогою двох літакопідйомників. Запуск літаків мав здійснюватись, скоріш за все, за допомогою катапульти, але точних даних про це немає.

## Історія використання
Реконструкція корабля розпочалась у серпні 1942 року на верфі в Генуї. Проте після капітуляції Італії корабель 9 вересня 1943 року був захоплений німцями. Оскільки на цей рас був виконаний лише незначний обсяг робіт, 5 жовтня 1944 року корабель був затоплений, щоб блокувати фарватер.
Корабель був піднятий у 1946 році, у 1947 був проданий на злам. Розборка корабля на метал завершилась у 1951 році.